# 4609-es mellékút (Magyarország)
A 4609-es számú mellékút egy bő harminc kilométer hosszú, négy számjegyű mellékút Pest vármegye és Jász-Nagykun-Szolnok vármegye határvidékén; a Szolnok–Tiszakécske–Cegléd háromszögbe eső településeket kapcsolja össze egymással és a 4-es főúttal.

## Nyomvonala
A 4-es főútból ágazik ki, annak 71+550-es kilométerszelvényénél, Cegléd központjának keleti szélén, kelet-délkeleti irányban, Törteli út néven. Majdnem pontosan egy kilométer megtétele után keresztezi a Cegléd–Szeged-vasútvonalat, Ceglédi szállások megállóhely északi szélénél, innen Bede városrész északi szélén húzódik tovább, majd elhalad egy felhagyott laktanya mellett, de a harmadik kilométere táján már teljesen külterületen jár.
5,2 kilométer megtétele után átszeli Törtel határát, a község lakott területére 9,8 kilométer után érkezik meg, ahol a Ceglédi út nevet veszi fel. A 10+900-as kilométerszelvényénél egy elágazáshoz ér: itt találkozik a 4611-es úttal, amely Abonytól vezet Nagykőrös határáig, és itt kevéssel a 10. kilométere előtt jár. A folytatásban mintegy 400 méteren közös szakaszuk következik – a kilométer-számozás tekintetében egymással ellenirányban – majd különválnak, a szétválás helyétől a 4609-es út már a Jászkarajenői út nevet viseli, amíg, a 12+150-es kilométerszelvénye táján el nem hagyja a község belterületét.
15,5 kilométer megtételét követően ér az út Kőröstetétlen közigazgatási területére; a belterület legnyugatibb fekvésű házait nagyjából két kilométer után éri el. Itt a Törteli utca nevet veszi fel, majd a 18. kilométere után, egymástól alig néhány lépésre három elágazása is következik. Előbb a 4616-os út (Abonyi utca) torkollik bele északi irányból, Abony felől, majd a 4613-as úttal találkozik, ez Szolnoki út néven kelet felől csatlakozik hozzá. Itt az út az eddig követett, majdnem pontosan keleti irányához képest jóval délebbre fordul, a harmadik elágazó út pedig már délnyugatnak indul ki belőle, ez a Kocséri út nevet és úgyszintén a 4613-as számozást viseli (ily módon a 4609-es és a 4613-as a község központjában, egy 100 méternél is rövidebb távon közös szakaszon húzódik). A 4609-es további szakasza innen már ugyancsak a Jászkarajenői út nevet viseli, és 18,8 kilométer után ki is lép a település lakott területéről.
21,8 kilométer megtételét követően, délkeleti irányban haladva éri el Jászkarajenő határát, nem sokkal a 23. kilométere után pedig már annak belterületét is; ott elébb a Május 1. út, majd a Fő utca nevet viseli. Kevéssel a 25. kilométere után egy elágazáshoz érkezik: nyugat-délnyugati irányban a 4615-ös út indul innen, Tiszakécskére, a 4609-es pedig az ellenkező irányban, kelet-északkelet felé folytatódik, Malom utca néven. 400 méter után újabb iránytöréshez ér, innen kelet-délkeleti irányt vesz és pár lépés után el is hagyja a község lakott területeit.
Körülbelül 26,7 kilométer után eléri Pest vármegye és Jász-Nagykun-Szolnok vármegye (ezen belül Tiszavárkony) határát, innen egy darabig még a határvonalat kíséri. Elhalad a Tiszavárkonyi szőlők nevet viselő településrész mellett, illetve ki is ágazik belőle egy, eleinte önkormányzati később 46 151-es számozással már állami közútnak minősülő útvonal a település központja felé. A 28. kilométere táján elhalad Jászkarajenő, Tiszavárkony és Tiszajenő hármashatára mellett, itt tehát megyét vált és innentől már a két utóbbi község határvonala mentén halad. Közben apránként egészen keleti irányt vesz, és így húzódik, további mintegy 2,5 kilométeren keresztül. Az utolsó méterein délebbre fordul és így ér véget, Tiszajenő belterületének nyugati szélénél, beletorkollva a 4625-ös útba, annak 21+400-as kilométerszelvénye táján.
Teljes hossza, az országos közutak térképes nyilvántartását szolgáló kira.gov.hu adatbázisa szerint 30,084 kilométer.

## Települések az út mentén
- Cegléd
- Törtel
- Kőröstetétlen
- Jászkarajenő
- (Tiszavárkony)
- Tiszajenő

## Története
Az út 1976-ban betonburkolatot kapott